# Pleurodèse
La pleurodèse est l'acte médical consistant à injecter un produit irritant dans la cavité pleurale afin de créer des adhérences de la plèvre viscérale à la plèvre pariétale. Le but de la symphyse pleurale ainsi créée est d'empêcher la constitution d'un épanchement liquidien dans la plèvre (pleurésie) ou d'un pneumothorax.

## Mécanisme
La plèvre est constituée de deux feuillets : le feuillet pariétal tapisse l'intérieur de la cavité thoracique, et le feuillet viscéral recouvre la surface du poumon. L'espace les séparant est appelé cavité pleurale, et est normalement un espace virtuel. La création d'adhérences inflammatoires entre le feuillet pariétal et le feuillet viscéral fait disparaître la cavité pleurale, et empêche ainsi l'accumulation de liquide ou d'air dans cet espace,.
La symphyse pleurale ne peut donc être espérée que lorsque le poumon sous-jacent est capable de se réexpandre en totalité. Lorsque l'expansion est impossible, la pleurodèse ne doit pas être réalisée.

## Substances utilisées
Plusieurs produits sont utilisés afin d'irriter la plèvre et d'obtenir la symphyse. Le plus couramment utilisé est le talc, mais des produits tels que la doxycycline, la bléomycine, le nitrate d'argent ou la povidone iodée sont également utilisés.
Concernant les effets à long terme du talc et le risque cancérigène, il n'a finalement pas été observé d'augmentation de l'incidence du cancer de la plèvre ou du poumon par rapport à la population générale, ce d'autant que ces préparations sont dorénavant réglementées par les agences internationales du médicament et sont exemptes d'amiante et d'autres impuretés.

## Réalisation
La pleurodèse peut être réalisée chirurgicalement, le plus souvent par thoracoscopie, mais aussi médicalement, soit par pleurascopie, soit par injection dans un drain pleural préalablement posé.

## Indications
Les pleurésies néoplasiques récidivantes et symptomatiques sont les indications les plus fréquentes de pleurodèse. Il peut s'agir de cancers primitifs de la plèvre, notamment de mésothéliomes, ou de métastases pleurales de cancers du poumon, du sein, ou d'autres sites.
En cas de pneumothorax récidivant, la pleurodèse est également réalisée.